# S/2004 S 31
S/2004 S 31 ist einer der kleineren äußeren Monde des Planeten Saturn.

## Entdeckung und Benennung
S/2004 S 31 wurde am 12. Dezember 2004 durch die Astronomen Scott Sheppard und David Jewitt (University of California) sowie Jan Kleyna (University of Hawaiʻi) auf Aufnahmen entdeckt, die vom 12. Dezember 2004 bis zum 22. März 2007 mit dem 8,2-m-Subaru-Teleskop am Mauna-Kea-Observatorium angefertigt wurden. Aus diesem Zeitraum konnten 19 weitere Saturnmonde nachgewiesen werden; die Entdeckung wurde am 8. Oktober 2019 bekannt gegeben, der Mond erhielt die vorläufige Bezeichnung S/2004 S 31.
Das Carnegie Institution for Science rief mit der Bekanntgabe der Entdeckung die Öffentlichkeit dazu auf, bis zum 6. Dezember 2019 Namensvorschläge für die insgesamt 20 neuentdeckten Monde einzusenden. Es sollten entsprechend der Gruppenzugehörigkeit der Monde Namen von Riesen aus der gallischen, der nordischen oder der Inuit-Mythologie sein.
Der Beobachtungszeitraum von S/2004 S 31 erstreckt sich vom 12. Dezember 2004 bis zum 22. März 2007; es liegen insgesamt 23 Beobachtungen über einen Zeitraum von drei Jahren vor.

## Bahneigenschaften
S/2004 S 31 umkreist Saturn in zwei Jahren und 139,4 Tagen auf einer mäßig elliptischen, prograden Umlaufbahn zwischen 13.347.230 km und 21.789.389 km Abstand zu dessen Zentrum. Die Bahnexzentrizität beträgt 0,240, die Bahn ist 48,8° gegenüber dem Äquator von Saturn geneigt.
Der Mond ist Bestandteil der sogenannten Inuit-Gruppe von Saturnmonden, die den Planeten mit Bahnneigungen zwischen 45,1° und 49,9° und Bahnexzentrizitäten zwischen 0,107 und 0,364 prograd umrunden.

## Physikalische Eigenschaften
S/2004 S 31 besitzt einen Durchmesser von etwa 4 km. Die absolute Helligkeit des Mondes beträgt 15,6 m.